# Arthur Louis Day

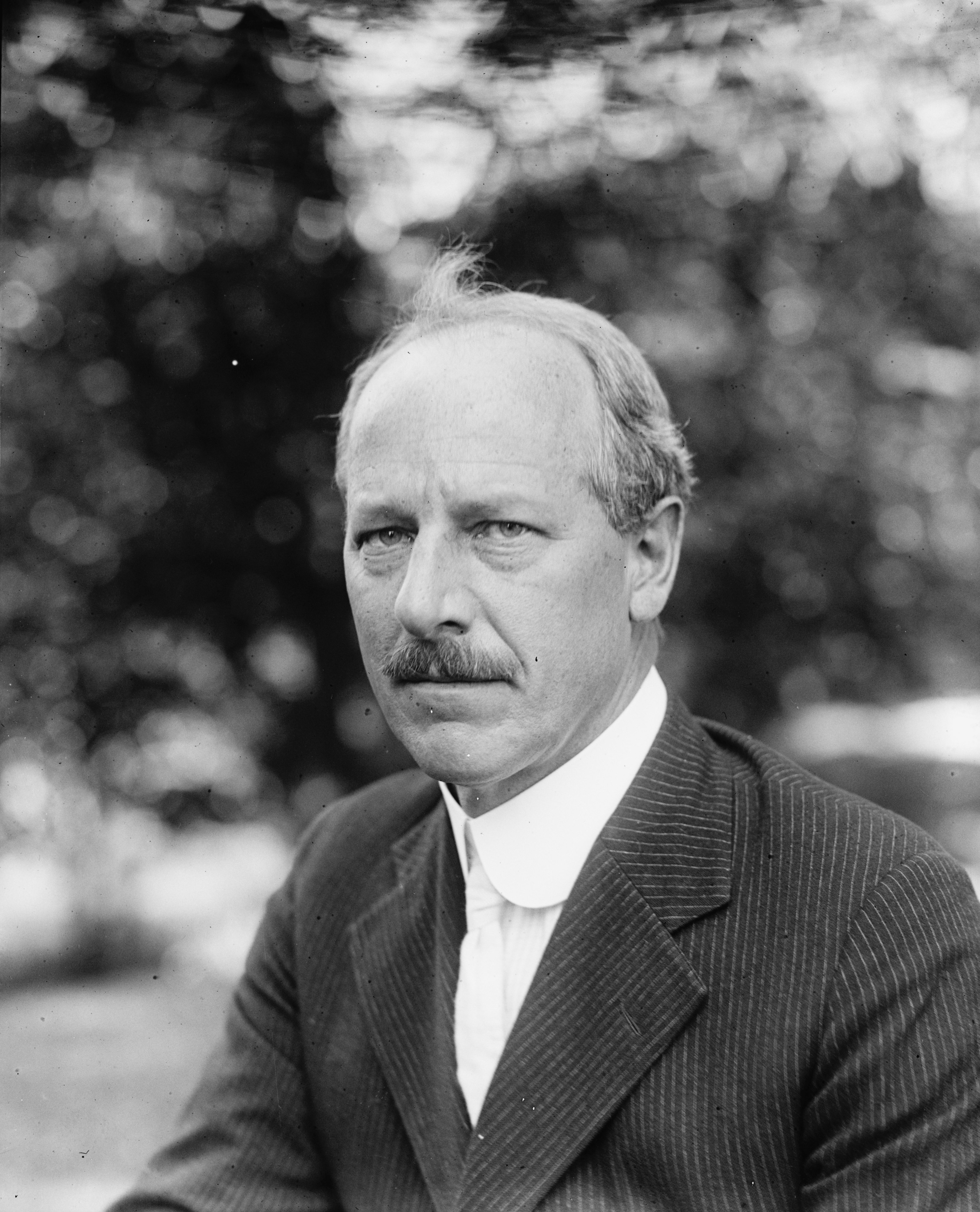
Arthur Louis Day, 1922

Arthur Louis Day (* 30. Oktober 1869 in Brookfield, Massachusetts; † 2. März 1960) war ein amerikanischer Geophysiker. Er war zwischen 1907 und 1936 Leiter des Geophysikalischen Labors der Carnegie Institution of Washington.
Während seiner wissenschaftlichen Laufbahn und vor allem am Carnegie-Institut veröffentlichte Louis Day wichtige Forschungsbeiträge zur Physik, Chemie, Geologie, Seismologie und Vulkanologie. Darüber hinaus forschte er über Glas und Keramik. Day war zweimal verheiratet und hinterließ vier Kinder.

## Wissenschaftliche Laufbahn
Seine wissenschaftliche Laufbahn begann er an der Sheffield Scientific School der Yale University, wo er 1894 seinen Ph.D. ablegte. Dort lehrte er Physik bis 1897 und ging dann an das Labor der Physikalisch-Technischen Reichsanstalt in Berlin-Charlottenburg und begann, sich mit der Hochtemperatur-Thermometrie zu beschäftigen, ein Feld, das ihn die nächsten anderthalb Jahrzehnte beschäftigen sollte. 1900 wurde ihm eine befristete Stelle am physikalischen Labor des United States Geological Survey angeboten. Er zog wieder in die USA und forschte an Mineralgleichgewichten von Feldspat bei hohen Temperaturen. Gleichzeitig erweiterte er das Gasthermometer zu einer Hochtemperatur-Messmethode bis auf Temperaturen um 1150 °C.
Schon seit 1902 wurde Day bei seinen Forschungen vom neu gegründeten Carnegie-Institut mit zunehmend größeren Geldbeträgen unterstützt, und 1905 wurde ihm der Posten des Direktors am neu errichteten geophysikalischen Labor angeboten. Dort setzte er seine Studien fort und hatte bis 1911 Messungen von Temperaturen bis etwa 1.600 °C ermöglicht, die eine Extrapolation bis zum Schmelzpunkt von Platin bei 1.772 °C zuließen.
Nach Abschluss dieser Forschungen wandte er sich dem Studium von Vulkanen zu, die er als natürliche Hochtemperatur-Laboratorien ansah. Diese Untersuchungen führten ihn zum Kilauea nach Hawaii, und weckten sein Interesse an Thermalquellen. Er veröffentlichte zusammen mit E. T. Allen verschiedene Abhandlungen über den Yellowstone National Park und die Geysir-Region um den Lassen Peak und Geysirville in Kalifornien. Gegen Ende des Ersten Weltkriegs verbesserte er die Herstellung spezieller optischer Gläser, die im Krieg dringend gebraucht wurden, und trug zur Beschleunigung ihrer Produktion wesentlich bei. Er verließ das Institut im Jahr 1918 nach dem Krieg, um für zwei Jahre in der Leitung der Corning-Glaswerke in New York zu arbeiten. Von 1920 bis 1936 bekleidete er wieder die Direktorenstelle des geophysikalischen Labors. In dieser Zeit war er unter anderem Vorsitzender des seismologischen Komitees des Instituts, das sich mit der Untersuchung und Erfassung der Erdbeben der USA beschäftigte. Neben geologischen Untersuchungen wurden gravimetrische Messungen durchgeführt. Es wurden Messinstrumente für Erdbeben entwickelt, und ein Netz von Beobachtungsstationen entstand, das mit diesen Instrumenten ausgerüstet war.
Bis zum Beginn seines Ruhestandes im Herbst 1936 beschäftigte sich Day auf vielen weiteren Feldern der Wissenschaft. Auch nach seiner Pensionierung unternahm er weitere Forschungsreisen, unter anderem zum Studium der heißen Quellen und des Vulkanismus auf Neuseeland. Insgesamt veröffentlichte Day zwischen 1899 und 1939 mehr als 120 wissenschaftliche Aufsätze, Monographien, Bücher und andere wissenschaftliche Arbeiten.

## Ehrungen
Day wurde mit zahlreichen Ehrungen ausgezeichnet. 1940 erhielt er die William Bowie Medal der American Geophysical Union, 1941 die Wollaston-Medaille der Geological Society of London und 1947 die Penrose-Medaille der Geological Society of America. 1948 wurde ihm zu Ehren die goldene Arthur L. Day Medal der Geological Society of America geschaffen, ein Preis für Beiträge zur Anwendung physikalischer und chemischer Methoden bei der Lösung geologischer Probleme, der durch eine Stiftung Days möglich wurde. Außerdem vergibt die National Academy of Sciences ihm zu Ehren den Arthur-L.-Day-Preis. Day war vierfacher Ehrendoktor.
Er war Mitglied verschiedener wissenschaftlicher Gesellschaften, darunter seit 1911 der National Academy of Sciences, deren Präsident er zwischen 1933 und 1941 war, und seit 1912 der American Academy of Arts and Sciences sowie der American Philosophical Society. Ebenso war er Mitglied der American Physical Society und der Washington Academy of Sciences und von vielen weiteren Gesellschaften in Amerika, Italien, England, Holland, Schweden, Norwegen und der UdSSR. 1938 war er Präsident der Geological Society of America.